# Cédric Bardon

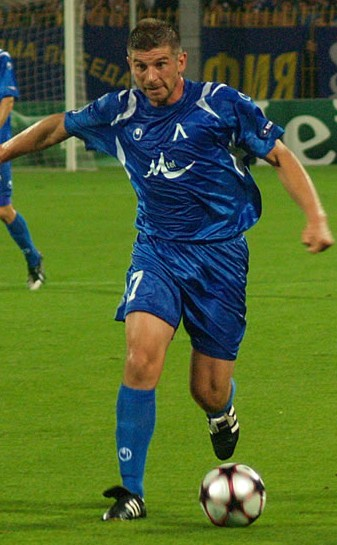
Cédric Bardon

Cédric Bardon (Lyon, 15 oktober 1976) is een voormalig Franse voetballer (middenvelder) die het laatst uit kwam voor de Franse derdeklasser Etoile FC Fréjus Saint-Raphaël. Voordien speelde hij in Frankrijk bij onder andere Olympique Lyon, Rennes en Guingamp. Hij heeft ook een tijdje voor het Bulgaarse Levski Sofia en in Israël en Cyprus gespeeld.

## Carrière
- 1986-1991: Olympique Lyon (jeugd)
- 1992-1998: Olympique Lyon
- 1998-2001: Rennes
- 2001-2004: Guingamp
- 2004-2005: Le Havre
- 2005-2007: Levski Sofia
- 2008: Bnei Jehoeda Tel Aviv
- 2008-2009: Anorthosis Famagusta
- 2009-2010: Levski Sofia
- 2010-2011  : Etoile FC Fréjus Saint-Raphaël